# Кузьмин, Михаил Петрович
Михаил Петрович Кузьмин (1929, село Старинское, Нижегородская губерния) — тракторист совхоза имени Кирова Узункольского района Кустанайской области, Казахская ССР. Герой Социалистического Труда (1957).

## Биография
Родился в 1929 году в крестьянской семье в селе Старинское Нижегородской губернии. В послевоенное время трудился трактористом в одном из совхозов Курганской области. С 1955 года — тракторист-комбайнёр совхоза имени Кирова Узункольского района. В этом же году обработал на тракторе ДТ-54 1300 гектаров целинных земель.
В 1956 году вспахал 900 гектаров. Во время страды этого же года буксировал комбайн «Сталинец-6», которым было скошено 900 гектаров и намолочено 13500 центнеров зерновых. Сэкономил 940 килограмм горючего. Указом Президиума Верховного Совета СССР от 11 февраля 1957 года удостоен звания Героя Социалистического Труда за «особо выдающиеся успехи, достигнутые в работе по освоению целинных и залежных земель, и получение высокого урожая» с вручением ордена Ленина и золотой медали «Серп и Молот» (№ 7219).
В последующие годы трудился шофёром и автоэлектросварщиком в этом же совхозе.
Проживал в Белгородской области.